# Юлия Берберян
Юлия Манук Берберян е българска тенисистка от арменски произход. По бащина линия Юлия Берберян е потомка на преследвани в Османската империя и преселили се в България арменски прадеди. Майка ѝ е родом от Перущица.
След успешната си кариера като тенисистка, тя продължава да постига много добри световни резултати вече като треньор на трите си дъщери – Мануела Малеева (р. 1967), Катерина Малеева (р. 1969) и Магдалена Малеева (р. 1975), които достигат съответно до трето, шесто и четвърто място в световната ранглиста за жени – безпрецедентен случай за три деца от едно семейство.
Юлия Берберян завършва филологическо образование в Софийски университет.
По разпоредби на ООН за право на избор на ново местожителство като насилствено изселени от родните си места, през 60-те години арменците получават разрешение от комунистическия режим да напуснат България като политически бежанци. През 1966 г. Юлия Берберян заминава със семейството на баща си през Ливан за САЩ, но е единствената, която се завръща само след година от това поредно за арменците преселение и се омъжва за младия инженер и баскетболист Георги Малеев.
Юлия Берберян е народен представител от СДС в XXXVIII народно събрание (1997 – 2001). Участва активно в изготвянето на Закон за закрила на детето и в приемането на Закон за обявяване на комунистическия режим за престъпен.
Тя е главен треньор в Тенис клуб Малееви.

## Кариера
Юлия Берберян е 9-кратна републиканска шампионка поединично (1962 – 1964, 1968, 1970, 1972, 1973, 1975, 1976) и на двойки (1962 – 1964, 1968 – 1975). През цялата си състезателна кариера печели 31 държавни титли. Четири пъти печели Балкански игри с отбора на България (1966 г. – Загреб, 1968 г. – София, 1972 г. – Букурещ, 1974 г. – Анкара).
Дълги години е капитан на отбора на България за Фед Къп, достигнал два пъти до 3-то място в света (1985 г. в Нагоя, след отборите на САЩ и Чехословакия и през 1987 г. във Ванкувър след отборите на САЩ и Западна Германия).

## Друго
В края на 1997 г. семейството извършва първата по рода си сделка в България: с лични средства купува 21 дка общинска земя. В договора общината задължава семейството да закупи и предостави апартаменти в столицата.
Върху терена семейство Малееви построяват тенис клуб Малееви – уникално за България спортно съоръжение.
През 2001 г. някои медии започват кампания срещу Юлия Берберян и съпруга ѝ Георги Малеев за сделката с общината. Прокуратурата образува дело по обвинения за необявени и неплатени данъци около замяната на 15 апартамента срещу 21 дка земя в местността „Погребите“ в квартал Лозенец. Софийски градски съд ги осъжда условно през 2004 г., но през 2005 г. Върховният касационен съд оневинява Юлия Берберян и Георги Малеев като „граждани с отлични характеристични данни и безукорно поведение“, след като предходните две съдебни инстанции са произнесли условни присъди по случая.
За нанесени морални вреди през 2012 г. Юлия Берберян осъжда държавата да ѝ изплати сумата от 10 000 лв. (плюс още толкова в натрупани лихви) за нанесени неимуществени вреди. Юлия Берберян дарява тези средства на учениците от Математическа гимназия „Д-р Петър Берон“ за участието им в конференция на НАСА в САЩ.
Юлия Берберян развива активна дейност в полза на обществото. Председателка е на Български женски съюз от възстановяването му през 1995 г. до днес.
Юлия Берберян е член на Настоятелството на Американския университет в Благоевград от 1998 г. до днес. Тенис клуб Малееви е от дългогодишните дарители на Университета. Със собствени средства Малееви предоставят стипендии на талантливи деца.
По време на протестите през 2013 – 2014 Юлия Берберян заема активна гражданска позиция и участва в почти всички шествия от 400-дневната протестна вълна и става един от символите на гражданското недоволство.
През 2021 година участва в инициативния комитет за издигане на кандидатурата на Лозан Панов на президентските избори.